# Lincoln County (Oklahoma)
Lincoln County ist ein County im US-Bundesstaat Oklahoma der Vereinigten Staaten. Der Verwaltungssitz (County Seat) ist Chandler. Das U.S. Census Bureau hat bei der Volkszählung 2020 eine Einwohnerzahl von 33.458 ermittelt.

## Geographie
Das County liegt etwas nordöstlich des geographischen Zentrums von Oklahoma und hat eine Fläche von 2501 Quadratkilometern, wovon 20 Quadratkilometer Wasserfläche sind. Es grenzt im Uhrzeigersinn an folgende Countys: Payne County, Creek County, Okfuskee County, Pottawatomie County, Oklahoma County und Logan County.

## Geschichte

Abraham Lincoln

Lincoln County wurde 1891 als Original-County gebildet. Besiedelt wurde das County durch weiße Siedler während der zweiten offiziellen Land-Besitznahme (Oklahoma Land Run) vom 22. September 1891. Benannt wurde es nach Abraham Lincoln, dem 16. Präsidenten der Vereinigten Staaten.

### Historische Objekte

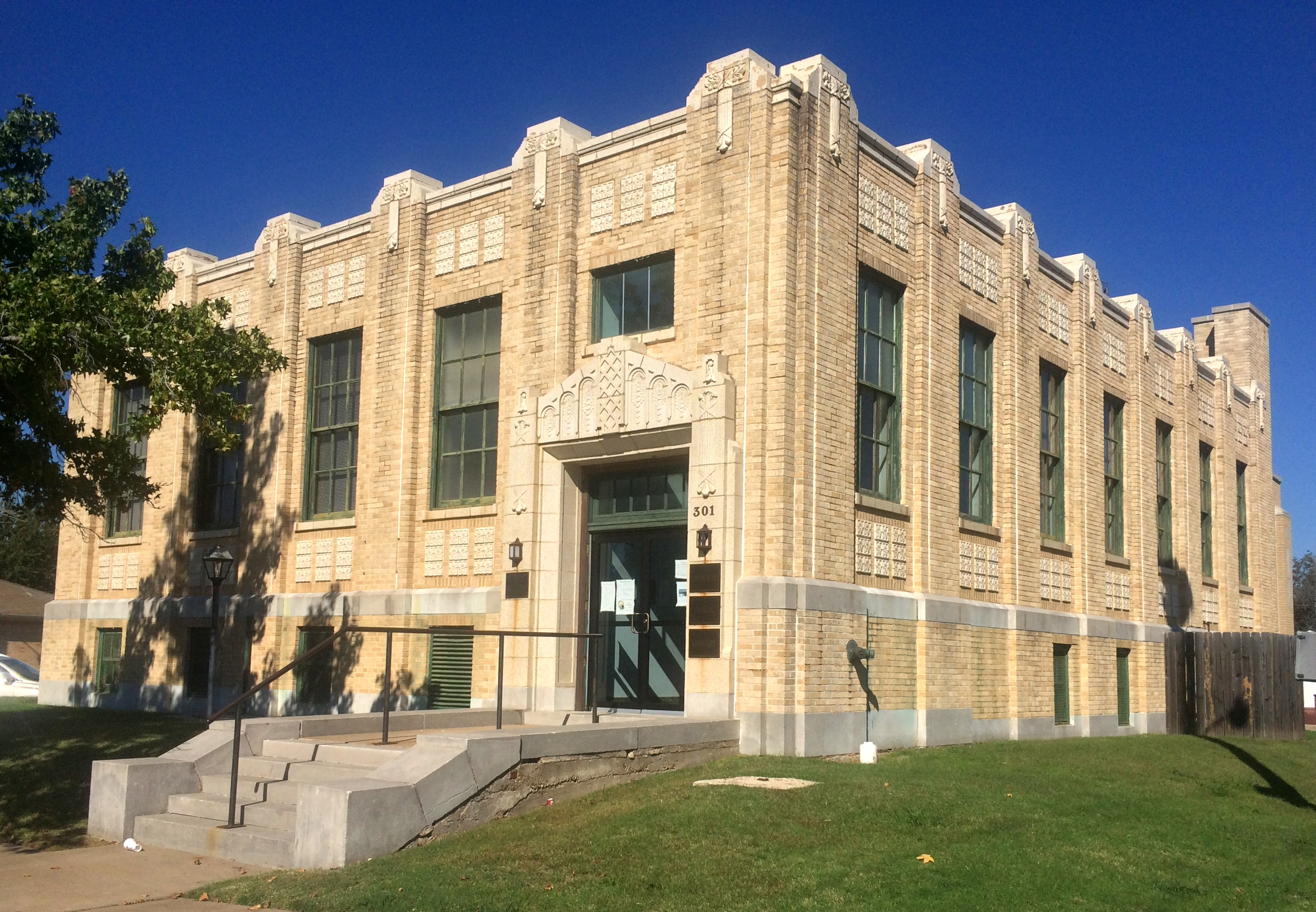
Southwestern Bell Telephone Building (2014)

In Stroud steht das historische Southwestern Bell Telephone Building (auch bekannt als Stroud Public Library). Das Gebäude befindet sich auf Nummer 301 der West 7th Street. Das 1929 errichtete Gebäude wurde am 14. Oktober 1986 vom National Register of Historic Places als historisches Denkmal mit der Nummer 86001093 aufgenommen.
46 Bauwerke und Stätten des Countys sind insgesamt im National Register of Historic Places (NRHP) eingetragen (Stand 2. Juni 2018).

## Demografische Daten

Alterspyramide des Lincoln County

Nach der Volkszählung im Jahr 2000 lebten im Lincoln County 32.080 Menschen in 12.178 Haushalten und 9.121 Familien. Die Bevölkerungsdichte betrug 13 Einwohner pro Quadratkilometer. Ethnisch betrachtet setzte sich die Bevölkerung zusammen aus 86,43 Prozent Weißen, 2,46 Prozent Afroamerikanern, 6,57 Prozent amerikanischen Ureinwohnern, 0,25 Prozent Asiaten, 0,02 Prozent Bewohnern aus dem pazifischen Inselraum und 0,45 Prozent aus anderen ethnischen Gruppen; 3,82 Prozent stammten von zwei oder mehr Ethnien ab. 1,51 Prozent der Bevölkerung waren spanischer oder lateinamerikanischer Abstammung.
Von den 12.178 Haushalten hatten 34,1 Prozent Kinder unter 18 Jahre, die im Haushalt lebten. 61,5 Prozent waren verheiratete, zusammenlebende Paare, 9,2 Prozent waren allein erziehende Mütter. 25,1 Prozent waren keine Familien, 22,4 Prozent waren Singlehaushalte und in 10,5 Prozent der Haushalte lebten Menschen im Alter von 65 Jahren oder darüber. Die durchschnittliche Haushaltsgröße betrug 2,59 und die durchschnittliche Familiengröße betrug 3,03 Personen.
27,4 Prozent der Bevölkerung waren unter 18 Jahre alt, 7,8 Prozent zwischen 18 und 24, 26,7 Prozent zwischen 25 und 44, 24,1 Prozent zwischen 45 und 64 und 13,9 Prozent waren 65 Jahre oder älter. Das Durchschnittsalter betrug 38 Jahre. Auf 100 weibliche Personen kamen 97,3 männliche Personen. Auf 100 Frauen im Alter von 18 Jahren oder darüber kamen 94,5 Männer.
Das jährliche Durchschnittseinkommen eines Haushalts betrug 31.187 USD und das durchschnittliche Einkommen einer Familie betrug 36.310 USD. Männer hatten ein durchschnittliches Einkommen von 28.647 USD gegenüber den Frauen mit 20.099 USD. Das Prokopfeinkommen betrug 14.890 USD. 11,1 Prozent der Familien und 14,5 Prozent der Bevölkerung lebten unterhalb der Armutsgrenze.